# Антеш (Португалія)
Антеш (порт. Antes; МФА: [ˈɐ̃.tɨʃ]) — парафія в Португалії, у муніципалітеті Меаляда. Розташована в західній частині країни, на теренах історичної португальської провінції Бейра. Входить до складу округу Авейру. За адміністративним поділом, чинним до 1976 року, терени парафії були складовою провінції Берегова Бейра. Належить до Авейрівської діоцезії Католицької церкви. Патрон — святий Петро. Площа — 4,3249 км². Населення — 933 ос. (2011). Середньо урбанізований регіон. Густота населення — 215,73 осіб/км²
. Код — 011101.

## Географія

Меаляда (2013)
Антеш

## Населення
| 1970 | 1981 | 1991 | 2001  | 2011 |
| 733  | 877  | 885  | 1.029 | 933  |